# Stato dei Presidi
Stato dei Presidi (španělsky Estado de Presidios, italsky Stato dei Reali Presidi, český volný překlad „Stát pevností“) byl malý státní útvar na Apeninském poloostrově mezi roky 1557 a 1801, který byl podřízen Neapolskému království. Sestával z několika přístavních měst a nejbližššího území na toskánském pobřeží – Orbetello, Porto Ercole, Porto Santo Stefano, Talamone a Ansedonia. Později přibyl i přístav Porto Azzurro na ostrově Elba, který patříval Piombinskému knížectví.

## Dějiny
Stato dei Presidi byl zřízen Filipem II. Španělským a měl významné strategické a vojenské postavení v rámci španělských pozic v Itálii. Vznikl jako důsledek italské války mezi Sienskou republikou a Florentským vévodstvím podporovaným Španělskem. Zanikl smlouvou z Florencie (28. březen 1801), kdy přenechal neapolský král Stato dei Presidi Francouzské republice, která jej postoupila Etruskému království. Po ukončení napoleonských válek a Vídeňském kongresu (1815) bylo území Stato začleněno do obnoveného Toskánského velkovévodství.
Období jeho existence lze rozdělit do 3 etap:
- Mezi roky 1557 a 1707 podřízenost neapolským místokrálům španělských Habsburků až do války o španělské dědictví.
- Mezi roky 1707 a 1735 podřízenost neapolským místokrálům rakouských Habsburků až do války o polské dědictví.
- Mezi roky 1735 a 1801 podřízenost neapolským králům z dynastie Bourbon-Anjou.

## Fotogalerie

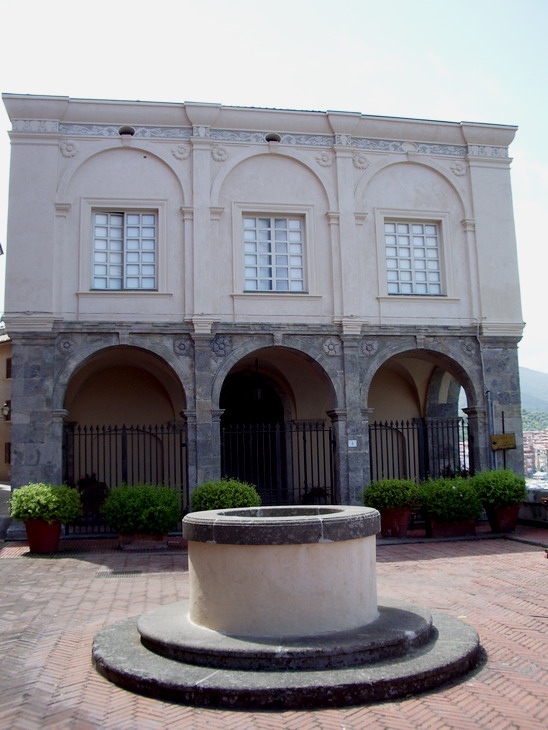
Guvernérský palác v Porto Ercole
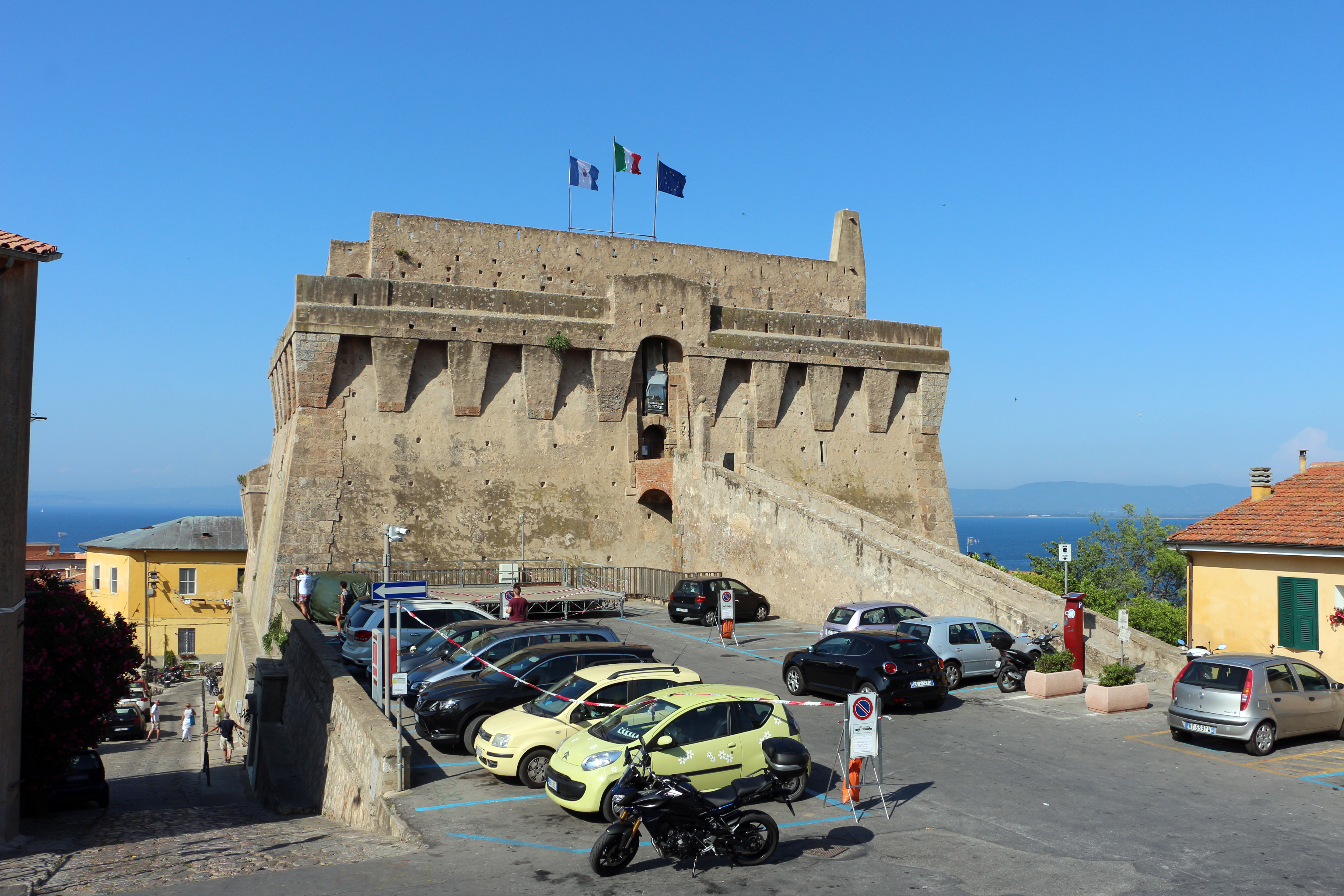
Španělská pevnost v Porto Santo Stefano
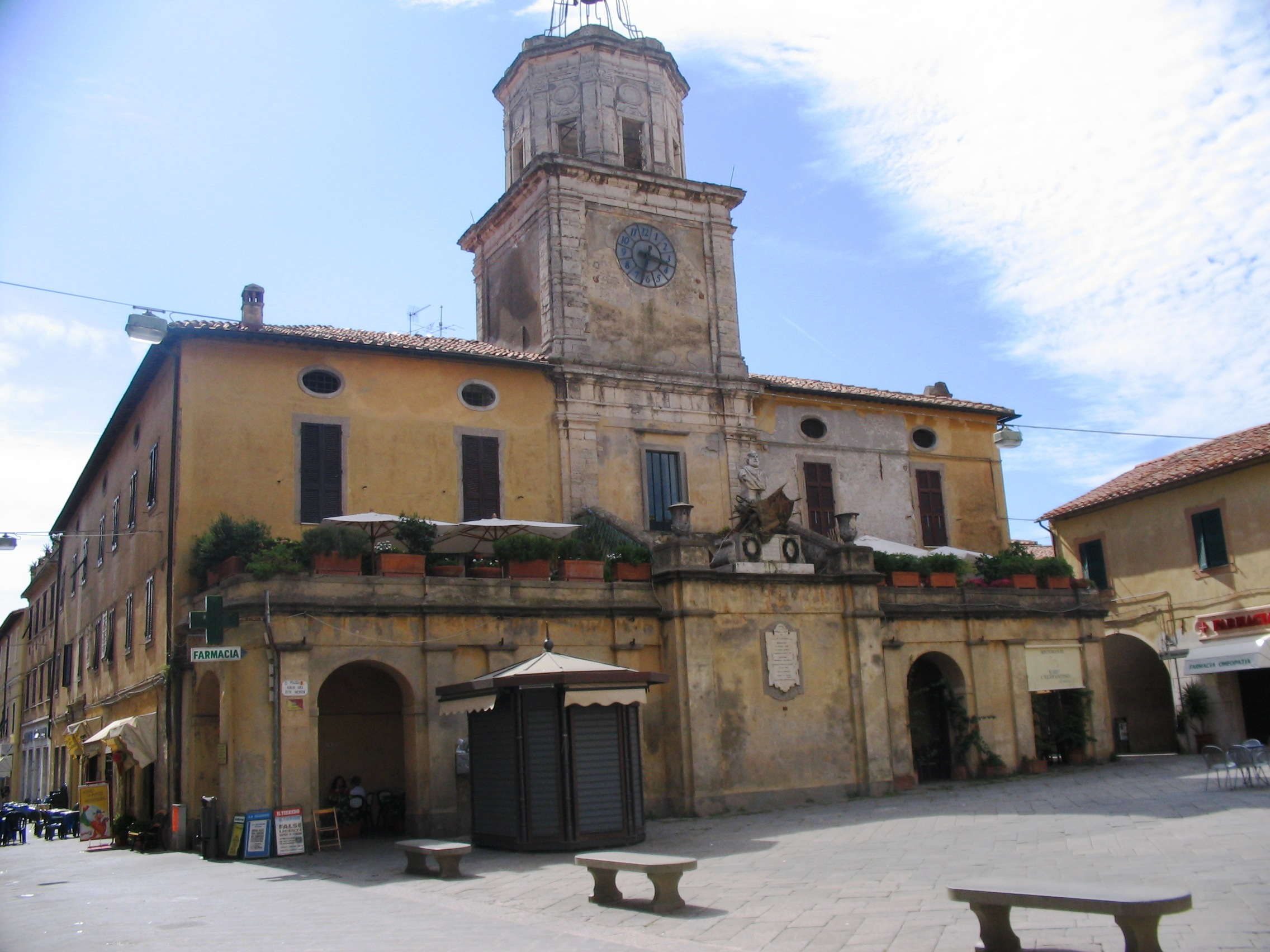
Guvernérské sídlo v Orbetello